# Lycodonomorphus whytii
Lycodonomorphus whytii (водяна змія Вайта) — вид змій родини Lamprophiidae. Мешкає в Танзанії і Малаві.

## Поширення і екологія
Водяні змії Вайта мешкають на півдні Танзанії та на півночі Малаві. Вони живуть в тропічних лісах, у болотах, річках і струмках. Зустрічаються на висоті від 1000 до 1900 м над рівнем моря.